# Gianpaolo Della Chiesa
Gianpaolo Della Chiesa (ur. w 1521 w Tortonie, zm. 11 stycznia 1575 w Rzymie) – włoski kardynał.

## Życiorys
Urodził się w 1521 roku w Tortonie. Studiował na Uniwersytecie Padewskim i Pawijskim, gdzie uzyskał doktorat utroque iure. Był senatorem w Mediolanie i gubernatorem Pawii. Został referendarzem Najwyższego Trybunału Sygnatury Apostolskiej, a kiedy jego wuj, Serafino della Chiesa odmówił promocji kardynalskiej, Gianpaolo otrzymał nominację zamiast niego. 24 marca 1568 roku został kreowany kardynałem diakonem i otrzymał diakonię San Callisto. W tym samym roku został prefektem Trybunału Sygnatury Sprawiedliwości. 10 maja 1570 roku został podniesiony do rangi kardynała prezbitera i otrzymał kościół tytularny San Pancrazio. Zmarł 11 stycznia 1575 roku w Rzymie.